# Pavol Diňa
Pavol Diňa (Snina, 11 luglio 1963) è un ex calciatore slovacco, di ruolo attaccante.

## Carriera

### Nazionale
Nel 1994 ha giocato 3 partite nella nazionale slovacca.

## Palmarès

### Club

#### Competizioni internazionali
- Coppa Piano Karl Rappan: 1

DAC Dunajská Streda: 1991